# Notomys longicaudatus
Il topo saltatore dalla coda lunga (Notomys longicaudatus  Gould, 1844) è un roditore della famiglia dei Muridi un tempo diffuso in Australia.

## Descrizione
Roditore di medie dimensioni, con la lunghezza della testa e del corpo tra 110 e 160 mm, la lunghezza della coda tra 150 e 205 mm, la lunghezza del piede tra 40 e 45 mm, la lunghezza delle orecchie tra 24 e 28 mm e un peso fino a 100 g.
Le parti superiori sono bruno-rossiccio con numerosi peli nerastri. Le parti inferiori sono biancastre con la base dei peli grigia. Il dorso delle zampe è bianco. La coda è più lunga della testa e del corpo, bruno-nerastra sopra e biancastra sotto e termina con un ciuffo di peli nerastri, spesso con l'estremità biancastra. Sono presenti 11 anelli di scaglie per centimetro. Sul petto dei maschi è presente una ghiandola ovale con i bordi rialzati.

## Distribuzione e habitat
Questa specie è conosciuta da alcuni esemplari e da resti ritrovati in un'area estesa in tutta l'Australia centrale. L'ultimo esemplare è stato catturato nell'Australia Occidentale nel 1840 e nel Territorio del Nord nel 1902.
Viveva probabilmente in zone aride e semi-aride con terreni argillosi e con vegetazioni comprendenti Acacia ed Eucalipto.

## Conservazione
La IUCN Red List, considerato che l'ultima osservazione risale al 1902, classifica N.longicaudatus come specie estinta (EX).